# María Ángeles Rodríguez Suárez
María Ángeles Rodríguez Suárez, anomenada també Masa Rodríguez, (Gijón, Espanya 1957) és una jugadora d'hoquei sobre herba espanyola, guanyadora d'una medalla olímpica d'or.
Membre de la secció d'hoquei sobre herba de l'Atlético de Madrid, va participar, als 35 anys, en els Jocs Olímpics d'Estiu de 1992 celebrats a Barcelona (Catalunya), on va aconseguir guanyar la medalla d'or en la competició femenina.
El 2022, amb 65 anys, encara jugava a la Primera Divisió amb el Jab Madrid Hockey, alhora que presidia la Federació Madrilenya d'Hoquei.